# František Šlégr
František Šlégr (4. listopadu 1894 Žižkov – 22. října 1971 Letovice) byl český herec a divadelní režisér.

## Život
Vyučil se zámečníkem, v sedmnácti letech byl přijat jako druhý basista do sboru žižkovského operetního divadla Deklarace. Následně prošel řadou kočovných divadelních společností, v roce 1924 nastoupil do hereckého a režisérského angažmá v kladenském Městském divadle. V letech 1926–1930 se stal členem Městského divadla v Plzni, kde získal cenné zkušenosti pro svou další divadelní práci od jeho bývalého ředitele Vendelína Budila, v roce 1929 krátce hostoval v pražském Národním divadle. Od roku 1930 až do svého penzionování (1965, pohostinsky však vystupoval prakticky až do svého skonu) patřil k výrazným protagonistům činoherního souboru Zemského (Státního), dnes Národního divadla Brno (NDB), kde dozrál k uměleckému mistrovství.
Velmi široký rejstřík jeho realistického herectví mu umožnil ztvárnit řadu zemitých lidových postav jak české moderní a klasické dramatiky, tak velké tragické i komediální role světového repertoáru. Jako příležitostný režisér se podílel mj. na tvorbě inscenací Jiří Poděbradský (1934), Žně (1941), Vdaná nevěsta (1955), Ekvinokce (1956), Pacient 113 (1956) a Dobrodružství při obžínkách aneb Smíření (1956).
Od roku 1934 spolupracoval s českým i slovenským filmem, v závěru života také s televizí. Jeho zvučný a osobitý hlas našel uplatnění zejména v literárně dramatických pořadech brněnského studia Čs. rozhlasu, méně již v dabingu. Byl rovněž znám jako příznivec amatérského divadla, měl řadu patronátů nad ochotnickými soubory (např. v brněnské Zbrojovce), přednášel na akcích divadelních amatérů a účastnil se jejich přehlídek. V roce 1954 mu byl udělen titul zasloužilý umělec.

## Divadelní role v NDB, výběr
- 1932 J. Vrchlický: Odysseus, titulní role, režie Aleš Podhorský
- 1933 W. Shakespeare: Othello, senátor Brabantio, režie Rudolf Walter (v dalším nastudování Aleše Podhorského z roku 1956 obsazen do role Prvního senátora)
- 1934 Bratři Čapkové: Ze života hmyzu, Chrobák, režie Aleš Podhorský (ve stejné roli také v dalším nastudování Aleše Podhorského z roku 1958)
- 1934 J. Mahen: Janošík, Uhorčík, režie Aleš Podhorský (v dalším nastudování režiséra Františka Kliky z roku 1945 obsazen do role Janošíkova otce)
- 1935 J. K. Tyl: Strakonický dudák, hajný Trnka, režie Josef Skřivan (v dalším nastudování režiséra Evžena Sokolovského z roku 1962 obsazen do role starého dudáka Tomáše)
- 1936 Aristofanés: Žáby, Aischylos, režie Josef Skřivan
- 1936 N. V. Gogol: Revizor, Anton Antonovič Skvoznik-Dmuchovský, policejní direktor, režie Aleš Podhorský (ve stejné roli také v dalších nastudováních z let 1946, režie Karel Novák a 1951, režie Zdeněk Míka)
- 1936 W. Shakespeare: Kupec benátský, Shylock, režie Jaroslav Kvapil
- 1937 K. Čapek: Bílá nemoc, Baron Krüg, režie Aleš Podhorský
- 1937 A. Jirásek: Lucerna, vodník Ivan, režie Josef Skřivan
- 1938 K. Čapek: Matka, Otec, režie Jan Škoda
- 1938 L. Stroupežnický: Naši furianti, Jakub Bušek, režie Aleš Podhorský (ve stejné roli také v dalších nastudováních z let 1943, režie Oskar Linhart; 1949, režie Aleš Podhorský)
- 1940 J. Vrchlický: Hippodamie, Oinomaos, král v Pisách, režie Jan Škoda
- 1941 W. Shakespeare: Bouře, Alonso, režie Josef Skřivan
- 1941 F. A. Šubert: Žně, Petr Lebduška, starosta, továrník, režie František Šlégr
- 1943 J. Bor: Zuzana Vojířová, Tomáš Roh z Vlkanova, režie Stanislav Wandas
- 1944 Alfred Javorin: Tři Jimenezové, Alfons Krejča, režie Vladimír Vozák
- 1945 J. Drda: Jelikož i my odpouštíme…, Vlček; Dědek, režie Vladimír Semrád
- 1946 J. K. Tyl: Jan Hus, Albík z Uničova, arcibiskup pražský, režie Jindřich Honzl
- 1947 J. Hilbert: Falkenštejn, Hroznata z Husic, režie Václav Renč
- 1948 E. Rostand: Cyrano z Bergeracu, Bellerose, režie Milan Pásek
- 1948 J. Giraudoux: Bláznivá ze Chaillot, Stokař, režie Karel Novák
- 1949 J. K. Tyl: Kutnohorští havíři, Opat, hutman a starší havířů, režie Aleš Podhorský
- 1949 G. B. Shaw: Svatá Jana, Inkvizitor Jan Lemaitre, režie Karel Novák
- 1950 Vladimír Gabriel: Jan Želivský, Jan Ryšlavý, režie Milan Pásek
- 1950 J. K. Tyl: Tvrdohlavá žena, Ezechiel, režie Libor Pleva (ve stejné roli také v dalším nastudování z roku 1961, režie Stanislav Vyskočil)
- 1951 A. Jirásek: Jan Roháč, Baba, bratr Táborský, režie Zdeněk Míka
- 1952 A. Jirásek: Jan Žižka, Prokop Závada, režie Martin Růžek
- 1954 J. K. Tyl, Paličova dcera, Valenta, režie Aleš Podhorský
- 1955 Bratři Mrštíkové: Maryša, Lízal, režie Aleš Podhorský
- 1956 Ivo Vojnovič: Ekvinokce, Niko Marinovič, režie František Šlégr
- 1957 J. W. Goethe: Faust, Starý sedlák, režie Aleš Podhorský
- 1958 Anonym: Dubrovnická maškaráda, Stijepo Chrochtal, režie Marko Fotez
- 1959 B. Brecht: Zadržitelný vzestup Artura Uie, Herec, režie Evžen Sokolovský
- 1960 V. V. Majakovskij: Mystérie-Buffa, Belzebub, režie Evžen Sokolovský
- 1961 B. Brecht: Kavkazský křídový kruh, Starý rolník, režie Evžen Sokolovský
- 1962 Eugen Liška: Chléb, který jíte, Šenkýř, režie Miloš Hynšt
- 1963 B. Brecht: Kulatolebí a špičatolebí aneb Boháč boháče si hledá, Juan Duarte, statkář, režie Miloš Hynšt
- 1964 B. Brecht: Matka Kuráž a její děti, Starý obrist, režie Miloš Hynšt
- 1967 Roman Brandstaetter: Rembrandt neboli Návrat syna marnotratného, Beznosý, režie Zdeněk Kaloč
- 1968 J. Drda: Hrátky s čertem, Belzebub, režie Jaromír Vavroš
- 1969 W. Shakespeare: Král Lear, Glostrův pachtýř, režie Alois Hajda
- 1970 A. S. Puškin: Boris Godunov, Žebrák, režie Zdeněk Kaloč
- 1970 A. P. Čechov: Platonov, Marko, režie Zdeněk Kaloč

## Divadelní režie, výběr
- 1933 Josef Horňák: Jarmarečník, Zemské divadlo v Brně
- 1934 R. Medek: Jiří Poděbradský, Zemské divadlo v Brně
- 1936 F. Langer: Velbloud uchem jehly, Zemské divadlo v Brně
- 1937 J. Žák: Škola základ života, Zemské divadlo v Brně
- 1938 J. N. Štěpánek: Čech a Němec, Zemské divadlo v Brně
- 1938 F. Langer: Obrácení Ferdyše Pištory, Zemské divadlo v Brně
- 1939 F. X. Svoboda: Směry života, Zemské divadlo v Brně (další nastudování v jeho režii 1943)
- 1940 Z. Winter, Z. Štěpánek: Nezbedný bakalář, Zemské divadlo v Brně
- 1940 F. F. Šamberk: Jedenácté přikázání, Zemské divadlo v Brně
- 1941 Paul Vandenberghe: Hoši, dívky a psi, Zemské divadlo v Brně
- 1941 F. A. Šubert: Žně, Zemské divadlo v Brně
- 1943 Jan Grmela: Dědictví, České lidové divadlo v Brně
- 1952 Georgij Mdivani: Koho tlačí bota?, Státní divadlo v Brně
- 1953 Nikolaj Ďjakanov: Svatba s věnem, Státní divadlo v Brně
- 1954 J. G. Tajovský: Ženský zákon (spolurežisér Aleš Podhorský), Státní divadlo v Brně
- 1955 A. S. Gribojedov, Nikolaj Chmelnickij, Alexandr Šachovskoj: Vdaná nevěsta, Státní divadlo v Brně
- 1956 P. Karvaš: Pacient 113, Státní divadlo v Brně
- 1956 Ján Palárik: Dobrodružství při obžínkách aneb Smíření, Státní divadlo v Brně
- 1956 Ivo Vojnovič: Ekvinokce, Státní divadlo v Brně

## Filmografie

### Film
- 1970 Rekviem za rytierov (profesor Topercer)
- 1966 Martin a devět bláznů (hlídač Grandner)
- 1966 Vražda po našem (vrátný)
- 1964 První den mého syna (vinárník Švach)
- 1963 Deváté jméno (průvodce)
- 1963 Handlíři (družstevník Kohout)
- 1962 Anička jde do školy (děda ve výkupu lahví)
- 1961 Baron Prášil (španělský námořník)
- 1961 Jarní povětří (Kostečka)
- 1961 Malý Bobeš (Vencl)
- 1960 Policejní hodina (kavárník Benešovský)
- 1960 Rychlík do Ostravy (skladník)
- 1960 Zlé pondělí (vrátný)
- 1959 Mstitel (policista)
- 1959 Taková láska (hlídač v parku)
- 1959 Velká samota (hostinský)
- 1958 Mezi nebem a zemí (Hromádka/Svatý Petr)
- 1958 Vynález zkázy (kapitán pirátů)
- 1957 Poslušně hlásím (obrst Schröder)
- 1955 Rudá záře nad Kladnem (strážmistr)
- 1955 Strakonický dudák (Nalejváček)
- 1955 Vpřed, Stalingradci! (továrník)
- 1954 Botostroj (okresní hejtman)
- 1954 Ještě svatba nebyla (Tomáš Minár starší)
- 1954 Stříbrný vítr (otec Jana Ratkina)
- 1953 Kavárna na hlavní třídě (policejní prezident)
- 1952 Divotvorný klobouk (Knop)
- 1952 Mladá léta (Tille)
- 1950 Poslední výstřel (Oberlandrat)
- 1950 Případ dr. Kováře (továrník Olbrich)
- 1950 Vstanou noví bojovníci (Valdek)
- 1949 Pan Habětín odchází (vrátný Mates)
- 1949 Pětistovka (mistr učňů)
- 1949 Veliká příležitost (sedlák Opíchal)
- 1948 O ševci Matoušovi (Viták)
- 1948 Svědomí (ředitel pojišťovny)
- 1946 Malá historie (gestapák Wunderlich)
- 1946 Mrtvý mezi živými (Fejfar)
- 1945 Tři knoflíky (majitel obchodu Tlapák)
- 1942 Nejvýnosnější prodej (role neurčena)
- 1939 Čtyři lidé – jedna řeč (hostinský)
- 1938 Na sto procent (vedoucí oddělení)
- 1934 V cizím revíru (pytlák)

### Televize
- 1972 Strýčkův sen (TV film)
- 1970 Růženko, spíte sama? (TV inscenace)
- 1968 Natali (TV inscenace)
- 1968 Vínečko, ne voda (TV film)
- 1963 Chléb, který jíte (divadelní záznam)
- 1961 Mysterie-Buffa (TV inscenace)